# Agrostis drummondiana
Agrostis drummondiana är en gräsart som först beskrevs av Ernst Gottlieb von Steudel, och fick sitt nu gällande namn av Joyce Winifred Vickery. Agrostis drummondiana ingår i släktet ven, och familjen gräs. Inga underarter finns listade i Catalogue of Life.